# 대만총독부보

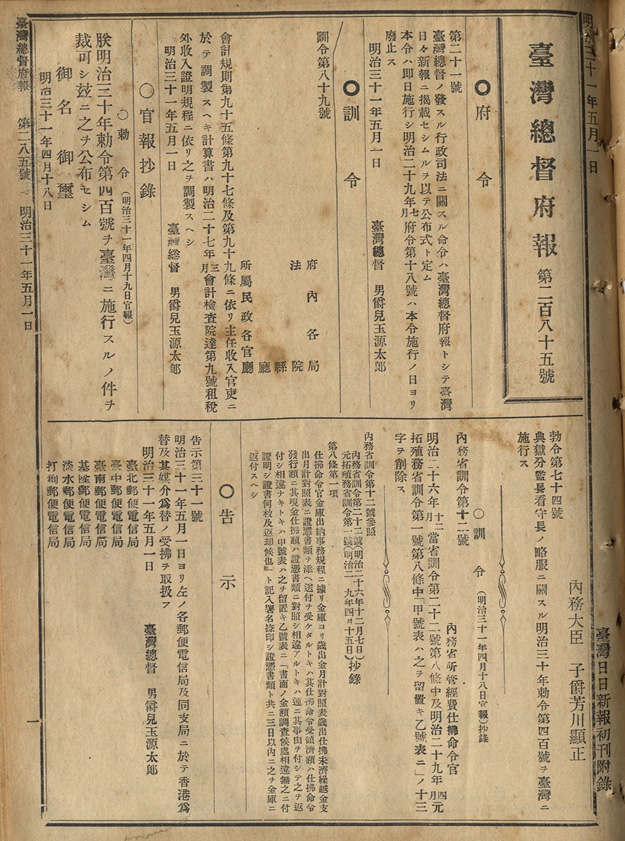
제285호 제1면

대만총독부보(臺灣總督府報) 또는 대만총독부 관보(臺灣總督府官報)는 대만총독부가 발행한 기관지이다. 1896년 8월 20일부터 1942년 3월 31일까지 ‘대만총독부보’로 발행되었으며, 같은 해 4월 1일부터 1945년 10월 23일까지 ‘대만총독부 관보’로 발행되었다. 기사 색인과 지면 화상은 대만의 ‘대만총독부부관보자료고’(臺灣總督府府官報資料庫)로 온라인으로 이용할 수 있다.

## 역사
대만총독부는 부보를 발행할 계획을 가지고 있었지만 1896년 6월에 기무라 안죠(木村安蔵)가 일간 신문지 《대만신보》(台灣新報)의 발행을 신청하자 계획을 변경하여 경비 절약과 보급의 편리성을 고려해서 《대만신보》의 부록으로서 부보를 발행하였다. 대만총독부는 대만신보사에 매년 4,800엔을 지불하였으며, 대만신보사는 3일에 1회, 6쪽 이상의 부보를 《대만신보》의 부록으로서 발행하였다.
처음 발행된 부보에는 호수가 인쇄되어 있지 않았지만 1897년 1월 5일에 《대만신보》 제98호 부록으로서 발행된 부보에서 제1호로 인쇄된 이후 부보에는 호수가 인쇄되었다. 호수는 원호가 바뀔 때마다 제1호에 정정되었다. 《대만신보》가 《대만일보》와의 합병으로 《대만일일신보》(台灣日日新報)로 제호가 변경되자 1898년 5월 1일부터는 부보는 《대만일일신보》의 부록으로서 발행되었다.
1900년에 〈대만신문지조례〉(메이지 33년 율령 제3호)가 시행되었다. 만약 《대만일일신보》이 조례를 위반하여 발매 금지 등의 처분을 받으면 부보의 발행에 영향을 받게되므로 같은 해 10월 1일에 부보는 대만총독부가 발행하여 《대만일일신보》에 발매시키는 것으로 변경되었다. 그러나 《대만일일신보》의 사장 모리야 젠베에(守屋善兵衛)의 진정을 접수하여 부보는 다음 해 12월 1일부터 《대만일일신보》의 부록으로 복귀하였다. 이후 부보는 1942년 3월 31일까지 발행되었다.
1942년 4월 1일부터 명칭이 ‘대만총독부 관보’로 변경되어 발행되었고, 인쇄와 발매를 《대만일일신보》에서 맡았다. 《대만일일신보》를 시작으로 하는 대만의 신문사 합병에 의하여 대만신보사가 새롭게 탄생하자 1944년 4월 1일 이후에는 대만신보사가 인쇄와 발매를 담당하였다. 대만총독부 관보는 대만총독부가 폐지가 되는 1945년 10월까지 발행되었다.

## 같이 보기
- 관보
- 조선총독부 관보
- 대만총독부